# نائومی ۶۱۳۹
سیارک ۶۱۳۹ (به انگلیسی: 6139 Naomi، نامگذاری:1992AD1) شش هزار و صد و سی و نهمین سیارک کشف شده‌است که در ۱۰ ژانویه ۱۹۹۲ کشف شد.
قدر مطلق سیارک برابر ۱۲٫۰۰ است.